# Дын

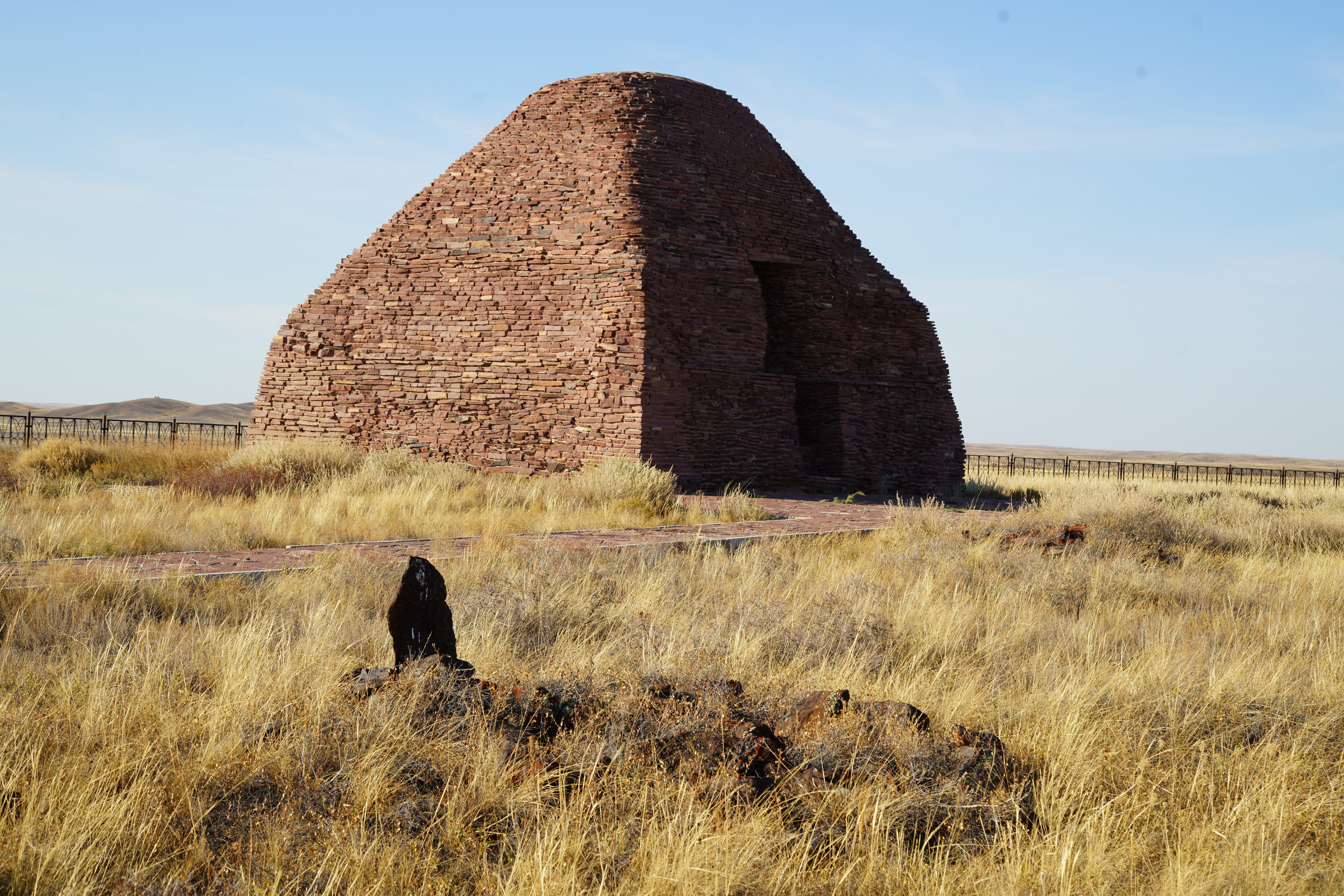
Мавзолей Домбаул

Дын (другие названия — дынгек, уйтас, кешен или кешене) — вид культового сооружения раннего средневековья (V—X века). Дын представляет переходный тип от курганов к памятникам. Распространён на территории Казахстана, Средней Азии, Южной Сибири, Монголии. Архаичный дын, возводившийся из камня-плитняка или блоков пахсы, по форме напоминает юрту, часто имеет внутреннюю небольшую камеру. В более поздних типах дынов, схожих по форме с приземистой башней или столпом, камеры чаще всего отсутствуют. Дын стал основой для формирования купольных и так называемых башенных мавзолеев (Козы Корпеш-Баян сулу, Сараман-Косы и других). Традиции сооружения дынов сохранялись в мемориальной архитектуре до XX века.
Одним из наиболее известных памятников подобного типа является Домбаул, расположенный в Улытауском районе Карагандинской области Казахстана. Другой известный пример — Карадын, также расположенный в Улытауском районе.